# Tutsi
Tutsi, prije watussi, etnička grupa prvenstveno iz Ruande, Burundija i Ugande. 
Uglavnom se bave stočarstvom i vode isto podrijetlo s Banyamulenge narodom koji je nastanjen u istočnom dijeli DR Konga. Govore istim jezikom kao i Huti, a i religija im je ista: animizam i kršćanstvo. Postoji međutim veliki raskol između ove dvije etničke grupe o raspodjeli vlasti u Ruandi i Burundiju.

## Povijest
Tutsi preuzimaju kontrolu na područjima današnje Ruande i Burundija u 14. i 15. stoljeću. Usprkos činjenici da su bili manjinski narod, Tutsi su vladali ovim oblastima posljednjih 500 godina. Zahvaljujući činjenici da su bili vrsni ratnici ovladali su Hutuima.
Živjeli su tradicionalno kao aristokratska kasta u područjima koje su osvojili i izgradili su društvo koje neki povjesničari uspoređuju s feudalnom Europom.
Naslov vođe bio je mwami i smatralo se da je božanskog podrijetla. Tutsi i Huti su se tako dobro integrirali da su Tutsi počeli govoriti jezik Hutua, koji pripada obitelji Bantu jezika. Mješoviti brakovi između ove dvije grupe bili su česti. Nešto po čemu su se Tutsi razlikovali od svojih nadređenih je da su Huti bili zemljoradnici, zanimanje koje su Tutsi gledali s prezirom. Jedan siromašan Tutsi mogao se posvetiti zemljoradnji ako je na to bio prisiljen, međutim Tutsi klanovi bi obično takvoj osobi pomagali darivajući im stoku, simbol njihove nadređenosti. Tutsi se nastavljaju širiti sve do utrke za Afriku kada kolonizatori preuzimaju zemlju krajem 19. stoljeća. Sve do ovog razdoblja su odnosi između Tutsa i Huta bili prijateljski. Nesuglasice počinju kada je belgijska kolonijalna administracija u Ruandi (1916. – 1961.) dala Tutsima ustupke na uštrb Huta. 

U Burundiju većinski Huti su se pobunili protiv pripadnika Tutsi naroda jer nisu bili u mogućnosti preuzeti vlast. Još od neovisnosti, Tutsi koji su bili veći ekstremisti od Huta, protivili su se Hutima, pogotovo onima koji su bili školovani. Njihove akcije koštale su života do 200.000 Huta.
Tutsi dominiraju nad Hutima u Ruandi sve do osamostaljenja 1961. i pada Tutsi vlade, kada vlast preuzimaju Huti.
1994. predsjednik Ruande Juvénal Habyarimana, koji je pripadao Hutima, potpisuje mirovni ugovor s Tutsima, ali gine u zrakoplovnoj nesreći jer je zrakoplov u kojem bio oboren. U zrakoplovu je bio i predsjednik Burundija Cyprien Ntaryamira.
Vlada u Ruandi, kojom su dominirali Huti, optužila je Tutsi gerilu "Ruandski patriotski front" da oni stoje iza ovoga čina i pozvala je na genocid nad Tutsima.
Danas je još uvijek ne zna tko je oborio zrakoplov: gerila ili Huti sami, jer su bili nezadovoljni s mirovnim ugovorom, te su tražili razlog za optužiti Tutse i da počine planirani genocid. U Burundiju su Tutsi uspjeli ostati na vlasti usprkos pobuni Huta.
Čak i danas su Tutsi ti koji dominiraju u ovim državama. Ruandom, Burundijem i Ugandom upravljaju Tutsi, a u vladi DR Kongo su Tutsi u većini.

## Vanjske poveznice
- "Tutsi" at everyculture.com
- The International Criminal Tribunal for Rwanda